# Hong Kong Challenger
L'Hong Kong Challenger è stato un torneo professionistico di tennis giocato su campi in cemento. Faceva parte dell'ATP Challenger Series. Si giocava annualmente a Hong Kong in Cina.

## Albo d'oro

### Singolare
| Anno       | Campione             | Finalista            | Punteggio            |
| ---------- | -------------------- | -------------------- | -------------------- |
| 1999       | Stéphane Huet        | Gouichi Motomura     | 6–4, 4–6, 6–1        |
| 1998       | Finale non disputata | Finale non disputata | Finale non disputata |
| 1997- 1994 | Non disputato        | Non disputato        | Non disputato        |
| 1993       | David Engel          | Oliver Fernández     | 6–1, 1–0 ritiro      |
| 1992       | Tommy Ho             | Greg Rusedski        | 4–6, 6–4, 7–6        |
| 1991       | Bernd Karbacher      | Greg Rusedski        | 6–2, 3–6, 6–1        |
| 1990       | Christian Saceanu    | Felix Barrientos     | 6–4, 6–1             |
| 1989       | Johan Anderson       | Kim Bong-Soo         | 7–5, 3–6, 6–4        |

### Doppio
| Anno       | Campioni                    | Finalisti                         | Punteggio            |
| ---------- | --------------------------- | --------------------------------- | -------------------- |
| 1999       | Neville Godwin Michael Hill | Mike Bryan Bob Bryan              | 3–6, 7–5, 7–6        |
| 1998       | Finale non disputata        | Finale non disputata              | Finale non disputata |
| 1997- 1994 | Non disputato               | Non disputato                     | Non disputato        |
| 1993       | Tommy Ho Shūzō Matsuoka     | Dirk Dier Alexander Mronz         | 2–3 ritiro           |
| 1992       | Donald Johnson Leander Paes | Richard Matuszewski John Sullivan | 6–2, 7–6             |
| 1991       | Luke Jensen Murphy Jensen   | Mike Briggs Trevor Kronemann      | walkover             |
| 1990       | Neil Borwick Paul Wekesa    | Christian Geyer Christian Saceanu | 6–2, 6–2             |
| 1989       | Steve Guy David Lewis       | Russell Barlow Gavin Pfitzner     | 6–4, 6–2             |